# Phrynocephalus guinanensis
Phrynocephalus guinanensis là một loài thằn lằn trong họ Agamidae. Loài này được Ji, Wang & Wang mô tả khoa học đầu tiên năm 2009.